# I See Fire
I See Fire – piosenka promująca ścieżkę dźwiękową filmu Hobbit: Pustkowie Smauga. Utwór napisał i zaśpiewał angielski muzyk Ed Sheeran. Piosenka pojawia się w napisach końcowych drugiej części ekranizacji "Hobbita".

## Lista utworów

### Promo-singel [DeccaUSNLR1300728]
| 1. | "I See Fire" | 5:00  |
|    |              |       |
|    |              | 05:00 |
|    |              |       |

## Personel
- Ed Sheeran - śpiew, chórki, gitara, skrzypce
- Nigel Collins - wiolonczela
- miksowanie - Ed Sheeran, Pete Cobbin, Kirsty Whalley
- mastering - Miles Showell

## Nagrody i wyróżnienia
- 2013: Satellite Award - nominacja w kategorii Najlepsza piosenka (Best Original Song)[1]

## Notowania

### Media polskie
| Lista                                       | Pozycja |
| ------------------------------------------- | ------- |
| Lista Przebojów Muzyki Filmowej RMF Classic | 1       |
| POPLista RMF FM                             | 1       |
| SLiP                                        | 1       |
| Lista przebojów Radio Nysa FM               | 4       |
| UWueMka                                     | 1       |
| Lista Przebojów Radia Merkury               | 1       |
| Lista Przebojów Trójki                      | 3       |

### Media międzynarodowe[9]
| Kraj              | Lista                         | Najwyższa pozycja |
| ----------------- | ----------------------------- | ----------------- |
| Australia         | Australian ARIA Singles Chart | 10                |
| Austria           | Ö3 Austria Top 40             | 3                 |
| Belgia            | Ultratop 50                   | 2                 |
| Dania             | Tracklisten Top-40            | 3                 |
| Filipiny          | Top 30 Philippines            | 1                 |
| Finlandia         | Finnish Singles Chart         | 5                 |
| Francja           | SNEP                          | 72                |
| Hiszpania         | Promusicae                    | 47                |
| Holandia          | Mega Single Top 100           | 13                |
| Irlandia          | IRMA                          | 8                 |
| Islandia          | Tonlist                       | 1                 |
| Kanada            | Canadian Hot 100              | 21                |
| Luksemburg        | Billboard                     | 2                 |
| Niemcy            | Media-Control-Charts          | 2                 |
| Norwegia          | VG-lista                      | 1                 |
| Nowa Zelandia     | RIANZ                         | 1                 |
| Polska            | Top airplay                   | 2                 |
| Rumunia           | Romania - Top 30              | 1                 |
| Stany Zjednoczone | Billboard - Hot Rock Songs    | 15                |
| Szwajcaria        | Schweizer Hitparade           | 2                 |
| Szwecja           | Sverige Topplistan            | 1                 |
| Węgry             | Single Top 20                 | 9                 |
| Wielka Brytania   | UK Singles Chart              | 13                |